# Michał Szpak
Michał Szpak, né le 26 novembre 1990 à Jasło dans le Sud-Est de la Pologne, est un chanteur et compositeur polonais.

## Biographie

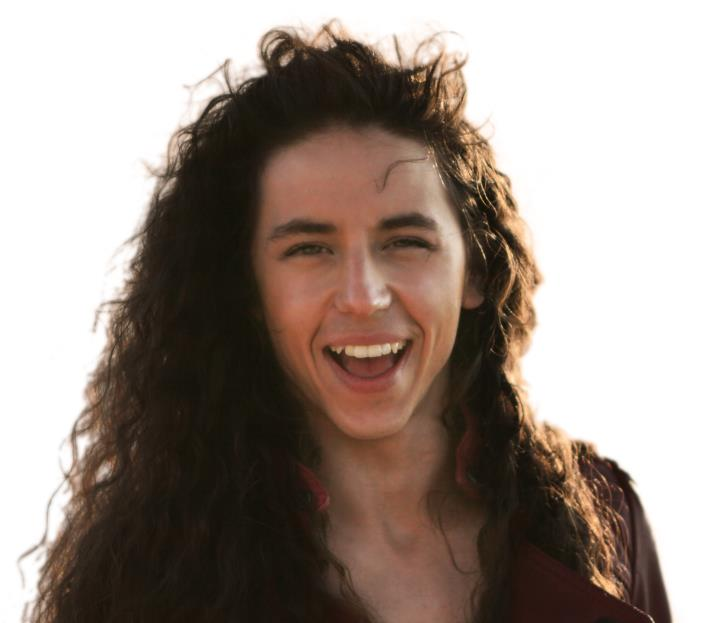
Michał Szpak, en 2011.

C'est à l'âge de 9 ans que Michał se passionne pour la musique notamment le chant, en écoutant ses artistes favoris par exemple Queen, Muse, Zbigniew Preisner, Pink Floyd, David Bowie, Marilyn Manson, et Michael Jackson, ses influences musicales.
Sa candidature à l'école de musique Frédéric-Chopin de Varsovie est rejetée, son look (maquillage, vêtements, accessoires) étant jugé excentrique et inapproprié et il est essentiellement autodidacte en musique, hors quelques cours de chant. Il fait des études de psychologie à l'École de psychologie sociale de Varsovie (SWPS).
En juin 2011, il participe au Orange Warsaw Festival (en) qui se tient à Varsovie, avec plusieurs personnalités de la chanson comme Moby, Skunk Anansie, My Chemical Romance, Sistars, Plan B (musician), The Streets et Jamiroquai.
En 2016, il est choisi pour représenter la Pologne au Concours Eurovision de la chanson 2016 à Stockholm avec la chanson Color of Your Life, grâce à sa victoire à la sélection nationale notamment face à Margaret et Edyta Górniak, représentante polonaise au concours en 1994.
Il participe à la seconde demi-finale, le 12 mai 2016 où il réussit à être qualifié pour la finale et termine le concours à la 8e position avec 229 points.
Il fait partie du jury de l'émission The Voice of Poland depuis la saison 8 en 2017.

## Discographie
- XI (EP), Label Universal Music Poland (2011)
- Byle być sobą, Label Sony Music Entertainment Poland (2015)
- Dreamer, Label Sony Music Entertainment Poland (2018)